# Proprioseiopsis dentatus
Proprioseiopsis dentatus är en spindeldjursart som beskrevs av Chaudhri, Akbar och Rasool 1979. Proprioseiopsis dentatus ingår i släktet Proprioseiopsis och familjen Phytoseiidae. Inga underarter finns listade i Catalogue of Life.